# أنا عربية
أنا عربية (بالإنجليزية: Ana Arabia)‏ هو فيلم دراما فرنسي-إسرائيلي أُصدِر في 2013. الفيلم من كتابة وإخراج عاموس غيتاي.

## روابط خارجية
- أنا عربية على موقع IMDb (الإنجليزية)
- أنا عربية على موقع قاعدة بيانات الأفلام العربية
- أنا عربية على موقع ألو سيني (الفرنسية)
- أنا عربية على موقع أول موفي (الإنجليزية)
- أنا عربية على موقع فيلمافينيتي (الإسبانية)
- أنا عربية على موقع قاعدة بيانات الفيلم (الإنجليزية)
- أنا عربية على موقع ليتربوكسد (الإنجليزية)
- أنا عربية على موقع كينوبويسك (الروسية)